# Александровка (Ейский район)
Алекса́ндровка — село в Ейском районе Краснодарского края России. Административный центр Александровского сельского поселения.

## Варианты названия
- Александровка/Александровское Новое[2][4],
- Александровская[5]
- Заальфельд/Saalfeld[4].

## География
Александровка расположена на берегу Ейского лимана Азовского моря.
Железнодорожная платформа Александровский на линии «Староминская—Ейск» (11 км).
В Александровке расположена телерадиопередающая станция.

## История
Основано как колония Александровская в 1860 году переселенцами из колонии Гохштет Таврической губернии (по другим данным образовано как меннонитское село Александровское в 1851 году). До 1917 года населённый пункт входил в состав Александровской волости Ейского отдела Кубанской области.
По состоянию на 1926 год колония Александровка являлась административным центром Александровского сельсовета Ейского района Донского округа Северо-Кавказского края; общая площадь её земель составляла 1920 десятин, число хозяйств — 85, число жителей — 439 (в том числе 383 немца, 31 украинец, 9 казаков); имелись сельскохозяйственная артель, начальная школа, изба-читальня.
В 2004 году село Александровка определено административным центром муниципального образования Александровское сельское поселение Ейского района Краснодарского края.

## Население
| 1882  | 1894  | 1904 | 1911 | 1917 | 1919 | 1926 |
| ----- | ----- | ---- | ---- | ---- | ---- | ---- |
| 351   | ↗396  | ↘317 | ↗583 | ↗739 | ↘250 | ↗439 |
| 2002  | 2010  |      |      |      |      |      |
| ↗2366 | ↘2331 |      |      |      |      |      |